# Erik Kooger
Erik Kooger (Alkmaar, 1971), is een Nederlandse jazz-drummer.
Kooger groeide op in Alkmaar en begon op zijn elfde te drummen. Toen hij 15 was, speelde hij voor het eerst professioneel. Van 1990 tot 1996 studeerde hij aan het conservatorium in Den Haag. 
Sinds ongeveer 2006 werkt hij veel samen met pianist Michiel Borstlap, hij toerde bijvoorbeeld met de band van deze pianist en de zanger Gino Vannelli. Hij heeft hij veel gewerkt met gitarist Jerôme Hol, zo drumt hij tegenwoordig in Hol's trio. Andere musici met wie hij heeft gespeeld en nog steeds actief is, zijn Bas van Lier, Michael Varekamp, The legends, BOOST! en Christian Pabst. 
Hij was lid van de groep CRY BABY! van Dick de Graaf en was van 2012 tot 2017 drummer bij de Deeldeliers (met onder andere Jules Deelder en Bas van Lier). In zijn loopbaan speelde hij met onder andere Teddy Edwards, Scott Hamilton, Ack van Rooyen, Deborah Carter, Don Braden, Hans Dulfer, Sonny Fortune, Ingrid Jensen, Frits Landesbergen, Marije Nie en Edwin Rutten.